# Garnat-sur-Engièvre
 Garnat-sur-Engièvre  là một xã ở tỉnh Allier thuộc miền trung nước Pháp.

## Hành chính
| Danh sách các thị trưởng               |                          |               |      |         |
| Giai đoạn                              | Giai đoạn                | Tên           | Đảng | Tư cách |
| tháng 4 năm 1995                       | mars 2001                | Joêl Lamouche |      |         |
| tháng 3 năm 2001                       | bầu lại tháng 3 năm 2008 | Joël Maitre   |      |         |
| Tất cả các dữ liệu trước đây không rõ. |                          |               |      |         |

## Biến động dân số
| Năm | 1962 | 1968 | 1975 | 1982 | 1990 | 1999 |
| --- | ---- | ---- | ---- | ---- | ---- | ---- |
| Dân số | 696  | 786  | 762  | 722  | 715  | 734  |
| From the year 1968 on: No double counting—residents of multiple communes (e.g. students and military personnel) are counted only once. |      |      |      |      |      |      |